# Hospital Árabe Al-Ahli
O Hospital Árabe Al-Ahli Batista (em árabe: em árabe: المستشفى الأهلي العربي المعمداني), comumente chamado de Hospital Batista (em árabe: em árabe: المستشفى المعمداني), é um hospital localizado na Faixa de Gaza. Sua sede encontra-se no bairro Zeitoun [en], ao sul da Cidade de Gaza, Palestina, e é administrado pela Igreja Episcopal em Jerusalém [en]. Fundado em 1882, é um dos hospitais mais antigos da cidade e o único hospital cristão em Gaza.

## História
O hospital está em operação desde 1882. Foi fundado no então Império Otomano como uma missão médica [en] da Igreja Anglicana por meio da Church Missionary Society (CMS) após a Guerra Anglo-Egípcia. Em 1954, o hospital foi adquirido pela Junta de Missão Internacional da Convenção Batista do Sul, que o renomeou como Hospital Batista de Gaza (em árabe: em árabe: المستشفى المعمداني). No início dos anos 1980, foi devolvido à CMS, que o transferiu para a Diocese Anglicana de Jerusalém [en]. A diocese alterou o nome para Hospital Al-Ahli Arab.
O hospital é o único cristão na Faixa de Gaza e o único especializado em tratamento de câncer em Gaza. Normalmente, realiza cerca de 300 cirurgias, 600 exames radiológicos e um total de 3.000 atendimentos ambulatoriais por mês. É apoiado por organizações internacionais, como a Embrace the Middle East [en].

### 1948–1987
Após a Guerra Árabe-Israelense de 1948 e a Ocupação da Faixa de Gaza pelo Egito, a Sociedade Missionária Batista Americana operou o hospital. A sociedade batista deixou o hospital em 1982, e uma aliança internacional de doadores, incluindo Church World Service [en], DanChurchAid [en] e a Igreja Presbiteriana (EUA), interveio.
O hospital contava com um departamento de urologia. Em 1985, iniciou os departamentos de odontologia e oftalmologia, além de uma grande unidade de queimados. Até junho de 1987, foram garantidos fundos de reestruturação de uma instituição de caridade alemã, que incluíam apoio para um novo prédio e planos para arrendar terras do hospital a desenvolvedores locais para a construção de um centro comercial, criando uma fonte adicional de financiamento. O hospital possuía cinco dunams de terreno e planejava destinar dois para desenvolvimento comercial, com um quarto da renda gerada sendo usada para construir um novo prédio hospitalar de vários andares.

### 1987–2005: Primeira e Segunda Intifada
A Primeira Intifada transformou as operações diárias do hospital durante seu primeiro ano para "gerenciar o crescente número de vítimas". Em 1996, em resposta a uma série de atentados a ônibus [en], Israel fechou as fronteiras de Gaza, interrompendo o transporte de bens comerciais e agrícolas. O relatório anual do hospital indicou que isso também bloqueou o transporte de medicamentos e ajuda humanitária. O Al-Ahli foi designado como hospital de linha de frente para vítimas durante a Segunda Intifada.

### 2023–2025: Guerra em Gaza

#### Ataque com foguete ao Centro de Diagnóstico de Câncer
De acordo com o Serviço de Notícias da Comunhão Anglicana, às 19h30 (horário de verão da Europa Oriental) de 14 de outubro de 2023, o Centro de Tratamento e Diagnóstico de Câncer do hospital foi danificado por foguetes israelenses, resultando em ferimentos a quatro funcionários e danos graves a dois de seus andares superiores, afetando principalmente os departamentos de mamografia e ultrassonografia. As Forças de Defesa de Israel não responderam às perguntas da BBC sobre esse ataque.

#### Explosão de 17 de outubro
O bombardeio do Hospital Árabe Al-Ahli foi um bombardeamento que atingiu esse hospital, localizado na cidade de Gaza, em 17 de outubro de 2023 em meio ao conflito israelo-palestino do mesmo ano.
Uma explosão ocorreu no pátio do hospital, onde milhares de palestinos desalojados e feridos buscavam abrigo, causando a maior perda de vidas civis em um único acontecimento em Gaza durante o conflito israelo-palestino desde 2008. O número de vítimas fatais noticiado pela imprensa varia de 200 a mais de 500 pessoas. O Ministério da Saúde de Gaza afirma que pelo menos 471 pessoas morreram.

#### 2024
Em fevereiro de 2024, o Hospital Al-Ahli operava com 30% de sua capacidade e dependia 100% de energia solar. A Organização Mundial da Saúde chegou ao hospital em março de 2024, trazendo suprimentos para traumas e combustível. Em julho de 2024, o hospital foi forçado a fechar e evacuar, levando à condenação do Arcebispo de Cantuária, que declarou: "Diante do intenso bombardeio israelense, esse fechamento coloca pessoas feridas e doentes em perigo ainda maior."

#### 2025
Em 13 de abril de 2025, Israel bombardeou parte do hospital, destruindo seu departamento de emergência. O ataque ocorreu após a evacuação dos pacientes, e não houve registro de vítimas. No entanto, segundo o Centro Palestino para Direitos Humanos [en], uma criança morreu durante a evacuação devido à interrupção do atendimento médico.